# John Austin (jurista)
John Austin (Inglaterra, 1790—1859) foi um jurista inglês. Sua obra inclui “The Province of Jurisprudence Determined” (1832) e “Lectures on Jurisprudence or the Philosophy of Positive Law” (1863) – ambos sem tradução para o português. O autor, que influenciou profundamente os estudos jurídicos na Inglaterra, é considerado um dos precursores do positivismo jurídico, tendo lançado as bases para um estudo científico do direito.

## Biografia
Nascido em 1790, em Suffolk, na Inglaterra, John Austin serviu o exército de 1806 a 1812, quando decidiu estudar direito. Casou-se em 1819 com Sarah Taylor, com quem teve uma filha. Viveu parte da vida em Londres, onde foi vizinho de Bentham e Mill, e também na Alemanha e na França.
Embora inicialmente mal sucedido em sua prática do direito, em 1826 foi nomeado o primeiro professor de direito da recém-criada Universidade de Londres. Alguns pensadores ilustres assistiram às suas aulas, mas ele acabou renunciando à sua cadeira seis anos mais tarde, em razão da gradual diminuição de alunos interessados no seu curso de filosofia do direito. Faleceu em 1859, em Weybridge.

## Obra
Fortemente influenciado por autores como Thomas Hobbes, Jeremy Bentham, David Hume, Paley e Berkeley, Austin publicou em vida, no ano de 1832, a sua obra mais importante, “The Province of Jurisprudence Determined” (numa tradução livre “a determinação do âmbito da teoria do direito”). Em 1863, uma coletânea com suas anotações foi publicada por sua esposa com o nome de “Lectures on Jurisprudence or the Philosophy of Positive Law” (“Aulas de teoria do direito ou a filosofia do direito positivo”).
Sua obra passou quase despercebida em vida. No fim do século XIX, no entanto, o tratamento sistemático e desligado de questões ligadas à moral dispensado por Austin ao direito ganhou popularidade e a sua obra passou a ser amplamente estudada nas universidades inglesas, tendo influenciado diversos juristas, incluindo Maine, Bryce, Markby, Oliver Wendell Holmes Junior e H. L. A. Hart.

## Direito positivo – soberano, comandos e ameaças
Austin tinha como objetivo principal identificar as características distintivas do direito positivo a fim de libertá-lo da confusão com preceitos morais e religiosos que havia sido promovido pela teoria do direito natural. Assim, o autor admite que possam existir leis moralmente injustas.
A teoria do autor propõe três principais elementos distintivos do direito positivo:
- O direito consiste em comandos (ordens, expressões de vontade), direcionados aos integrantes de uma comunidade política independente;
- Os comandos expressam a vontade de um soberano, o qual não se submete ao direito, e são apoiados em ameaças (sanção); e
- O soberano é alguém que é habitualmente obedecido.

A visão austiniana do fenômeno jurídico pressupõe a existência de esferas não reguladas juridicamente e sustenta que frequentemente os juízes são compelidos a solucionar conflitos para os quais o direito ainda não apresentou uma solução. Nesse sentido, Austin reputa benéfica e necessária a atuação judicial na criação do direito, o que seria possível graças a uma delegação do poder soberano ao juiz para legislar sobre o caso concreto. Essa autorização tácita do soberano autorizaria, também, a incorporação de costumes ao direito por meio de decisões judiciais.
A teoria de Austin não preconiza a sujeição do governo à lei. Trata-se de uma teoria sobre a autorização do governo de usar a lei como um instrumento de poder. Tal visão, nas suas linhas gerais, é essencialmente coerente, e deve ser entendida no contexto inglês dos séculos XVIII e XIX.
É importante considerar que Austin elaborou uma teoria do direito analítica e autônoma de forma bastante detalhada e precisa, o que permitiu uma ampliação da compreensão do fenômeno jurídico e a formulação de críticas racionais às suas ideias.

## Obras para aprofundamento
Para aprofundamento, ver também «A ideia central do positivismo jurídico, de Stanley Paulson» (PDF).